# Mulberry (Arkansas)
Mulberry – miasto w Stanach Zjednoczonych, w stanie Arkansas, w hrabstwie Crawford.